# Veszprémgalsa, Veszprém
Veszprémgalsa  este un sat în districtul Sümeg, județul Veszprém, Ungaria, având o populație de 268 de locuitori (2011). 

## Demografie
Componența etnică a satului Veszprémgalsa
     Maghiari (100%)
Componența confesională a satului Veszprémgalsa
     Romano-catolici (79,1%)
     Fără religie (9,33%)
     Luterani (3,36%)
     Reformați (1,87%)
     Necunoscută (6,34%)
     Alte religii (1,12%)
Conform recensământului din 2011, satul Veszprémgalsa avea 268 de locuitori. Din punct de vedere etnic, majoritatea locuitorilor (100,0%) erau maghiari.  Din punct de vedere confesional, majoritatea locuitorilor (79,1%) erau romano-catolici, existând și minorități de persoane fără religie (9,33%), luterani (3,36%) și reformați (1,87%). Pentru 6,34% din locuitori nu este cunoscută apartenența confesională.